# Điều ước Nerchinsk

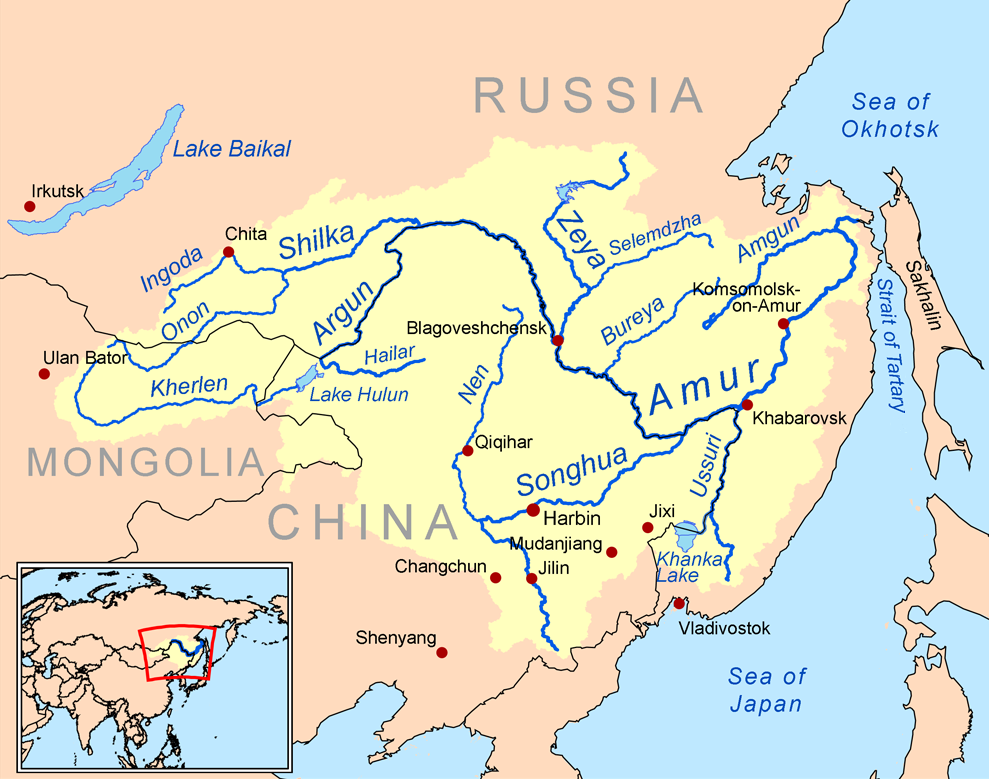
lưu vực sông Amur. Nerchinsk là phần phía trên Shilka. Dãy núi Stanovoy dọc theo rìa phía bắc của lưu vực Amur.

Điều ước Nerchinsk năm 1689 (tiếng Nga: Нерчинский договор) hay điều ước Ni Bố Sở (tiếng Trung: 尼布楚條約; bính âm: Níbùchǔ Tiáoyuē, âm Hán Việt: Ni Bố Sở điều ước) là thỏa thuận đầu tiên giữa Nga và Trung Quốc. Người Nga đã "từ bỏ" khu vực từ phía bắc sông Amur (Hắc Long Giang) cho đến dãy núi Stanovoy (Ngoại Hưng An Lĩnh) và giữ khu vực giữa sông Argun (Ngạch Nhĩ Cổ Nạp hà) và hồ Baikal (Hãn Hải/Bắc Hải). Biên giới giữa hai đế quốc nằm dọc theo sông Argun và dãy núi Stanovoy cho đến vụ thôn tính Amur vào năm 1860.
Điều ước được ký kết tại Nerchinsk vào ngày 7 tháng 9 năm 1689 (27 tháng 8 theo lịch Julius, ngày 24 tháng 7 năm Khang Hy 28). Những người ký tên là Sách Ngạch Đồ thay mặt cho Hoàng đế Khang Hy và Fedor Golovin thay mặt cho Sa hoàng Pyotr I và Ivan V.
Phiên bản dùng để căn cứ là phiên bản tiếng Latinh, với bản dịch sang tiếng Nga và tiếng Mãn, nhưng các phiên bản khác nhau đáng kể. Điều ước không có phiên bản tiếng Hán song các dấu mốc biên giới được ghi bằng tiếng Hán cùng với tiếng Mãn, tiếng Nga và tiếng Latinh.
Sau đó, vào năm 1727, Điều ước Kiakhta đã cố định biên giới hiện nay của Mông Cổ ở phía tây sông Argun và mở cửa cho các đoàn lữ hành thương mại. Năm 1858, theo Điều ước Aigun, Nga đã sáp nhập vùng đất ở phía bắc Hắc Long Giang và đến năm 1860, theo (Điều ước Bắc Kinh, Nga lại sáp nhập vùng đất ven biển ở phía đông Ô Tô Lý Giang (Ussuri) cho đến Vladivostok. Biên giới Trung-Nga ngày nay chạy dọc theo các sông Argun, Amur và Ussuri.

## Lịch sử

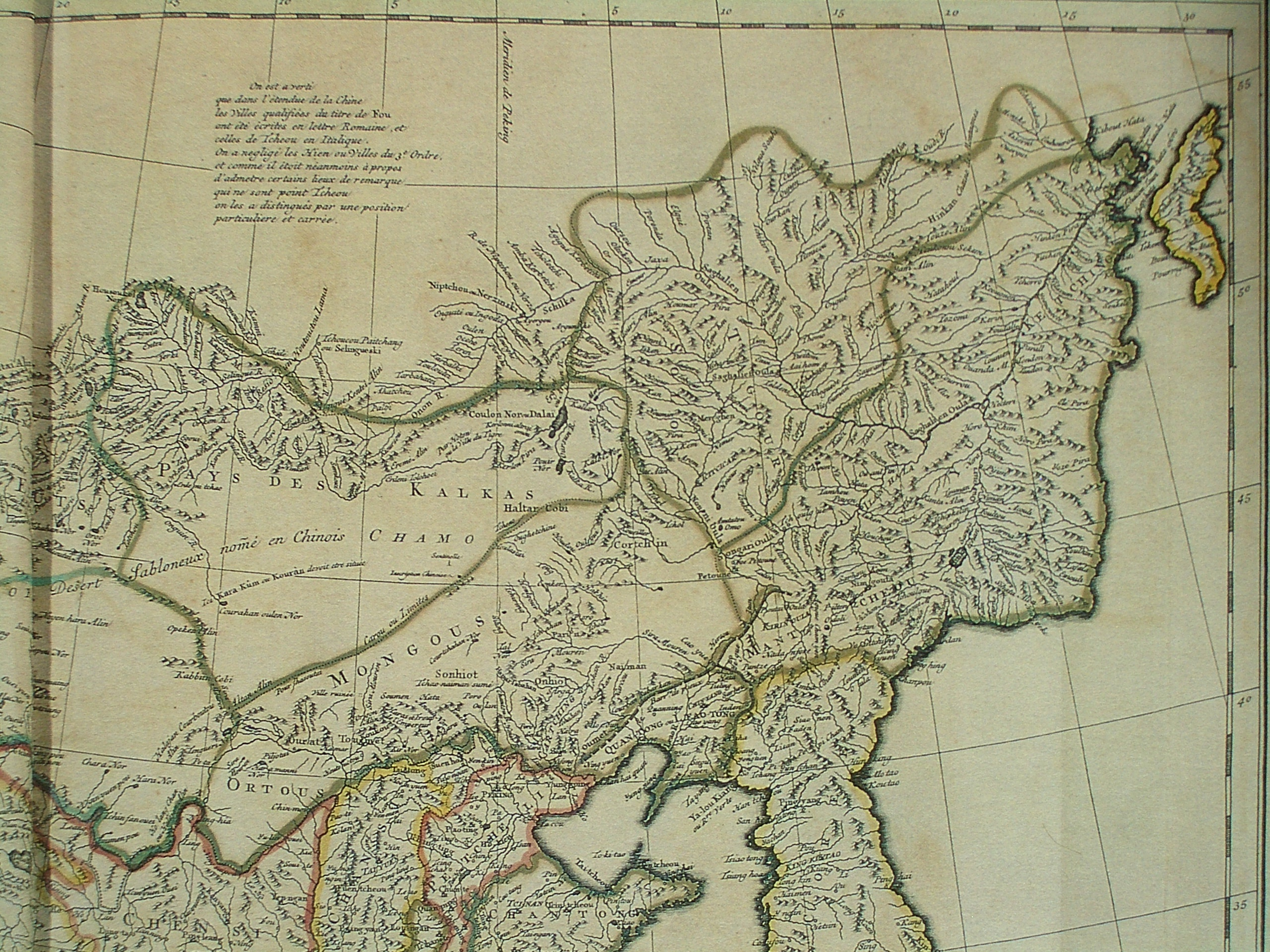
Biên giới phía bắc của "Tartary thuộc Trung Quốc", thể hiện trên bản đồ năm 1734. Nerchinsk thể hiện trên bản đồ (bên phía Nga).

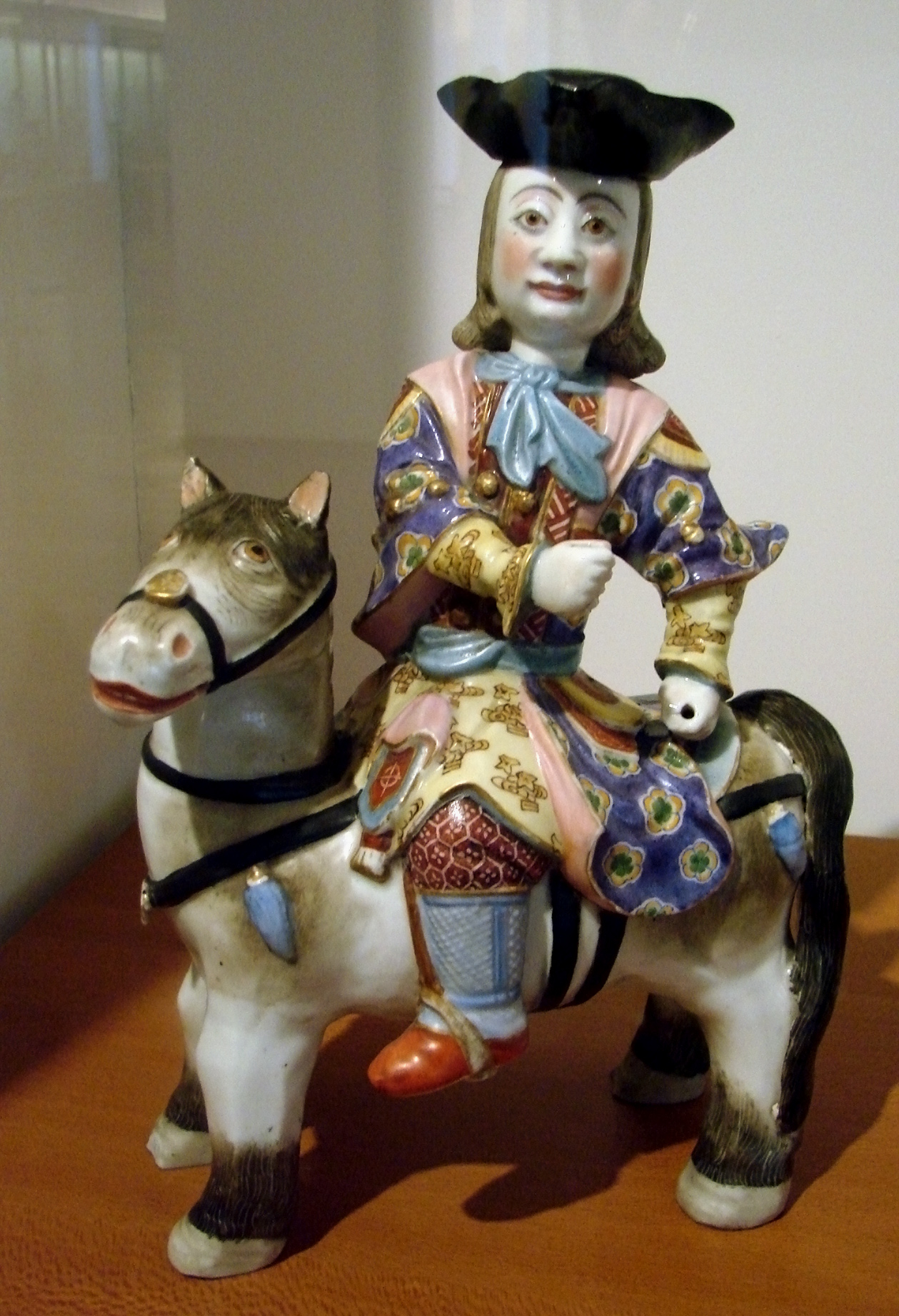
Một bức tượng nhỏ thể hiện một người châu Âu trên lưng ngựa – một tượng đồ sứ xuất khẩu của nhà Thanh, khoảng đầu thế kỷ 18

Từ khoảng năm 1640, người Nga xâm nhập vào lưu vực Hắc Long Giang từ phía bắc, vùng đất này được người Mãn tuyên bố chủ quyền, tuy nhiên người Mãn lúc này đang bắt đầu cuộc chinh phục Trung Quốc. Năm 1685, hầu hết người Nga bị đuổi ra khỏi khu vực. Người Mãn vào thập niên 1680 đã hoàn thành công cuộc chinh phục Trung Quốc và loại bỏ triều Nam Minh ở phía nam. Nhà Thanh của người Mãn nay đã kiểm soát một cách vững chắc đối với phương Nam, và để tâm hơn đến cuộc lấn chiếm của Nga tại Mãn Châu, là đất tổ của triều đại.
Sau chiến thắng đầu tiên của họ tại Nhã Khắc Tát (Albazin) vào năm 1685, người Mãn đã gửi hai lá thư cho Sa hoàng bằng tiếng Latinh đề nghị hòa bình và yêu cầu những kẻ cướp người Nga rời khỏi Hắc Long Giang. Triều đình Nga biết rằng họ không thể bảo vệ được khu vực Hắc Long Giang trong khi quan tâm nhiều hơn tới các sự kiện ở phía tây của đế quốc, họ đã cử Fyodor Golovin đến phía đông với vị thế là đại diện toàn quyền. Golovin rời Moskva vào tháng 1 năm 1686 với 500 streltsy (đơn vị vệ binh) và đến Selenginsk gần hồ Baikal vào tháng 10 năm 1687, từ đây ông ta cử người đưa thư đi đến trao cho triều đình nhà Thanh. Hai bên đồng ý cuộc gặp sẽ được tiến hành tại Selenginsk vào năm 1688. Vào thời điểm này người Oirat (Vệ Lạp Đặc, người Mông Cổ Tây) dưới quyền Cát Nhĩ Đan đã tấn công người Khalka (Khách Nhĩ Khách, người Mông Cổ Đông) tại khu vực nằm giữa Selenginsk và Bắc Kinh và các cuộc đàm phán bị trì hoãn. Đế tránh giao tranh, Golovin di chuyển về phía đông để đến Nerchinsk nơi hai bên đồng ý sẽ tiến hành đàm phán hòa bình. 3.000 đến 15.000 lính người Mãn dưới quyền Sách Ngạch Đồ rời Bắc Kinh vào tháng 6 năm 1689 và đến nơi vào tháng 7. Đàm phán được tiến hành từ ngày 22 tháng 8 đến ngày 6 tháng 9.
Ngôn ngữ được sử dụng là tiếng Latinh, dịch giả phía Nga là một người Ba Lan tên là Andrei Bielobocki và bên phía Trung Quốc là các linh mục Dòng Tên Jean-Francois Gerbillon và Thomas Pereira. Để tránh các vấn đề về thứ bậc, các lều được dựng cạnh nhau để không bên nào bị xem là khách. Gerbillon và Pereira nhận xét rằng không có quan lại đi cùng, do hành trình được tiến hành trên lưng ngựa và chỉ có vài sĩ đại phu người Hán nắm vững kỹ năng này. Tuy nhiên, cuộc tiếp xúc này cần rất ít các quan người Hán, cũng như không có nhu cầu về một bản dịch ngay lập tức bằng tiếng Hán. Ngôn ngữ của triều đình nhà Thanh lúc bấy giờ vẫn là tiếng Mãn, và tiếng Mãn vẫn là ngôn ngữ triều đình "chính thức" vào thế kỷ 18. Đáng kể hơn, người Nga chấp thuận một điều ước được nới lỏng so với thời triều Minh, triều đình này có tư tưởng cứng rắn trong ngoại giao, bắt buộc các bên phi Hán phải chấp thuận các cụm từ mô tả người ngoại quốc có địa vị thấp kém hơn hay là chư hầu. Dễ thấy rằng những từ như vậy vắng mặt trong điều ước Nerchinsk, cùng với sự vắng mặt của tiếng Hán và người Hán, đã cho thấy rằng việc Hoàng đế Khang Hi sử dụng tiếng Mãn (và Latinh) là một điều đã được cân nhắc để giúp đối phó với các quan người Hán bảo thủ. Đây là một chiến thuật được hoàng đế nhà Thanh sử dụng thường xuyên đối với những vấn đề đặc biệt nhạy cảm hoặc bí mật.
Người Mãn muốn loại bỏ người Nga khỏi Hắc Long Giang. Họ quan tâm đến Hắc Long Giang do nó là biên giới phía bắc của vùng đất gốc của người Mãn. Họ có thể bỏ qua khu vực phía tây sông Argun do nó nằm dưới sự kiểm soát của người Oirat. Hoàng đế Khang Hy cũng muốn giải quyết với Nga để rảnh tay đối phó với Hãn quốc Chuẩn Cát Nhĩ của người Mông Cổ tại Trung Á, thuộc phía tây bắc của Đại Thanh. Người Mãn cũng muốn có một biên giới được hoạch địch để tránh việc dân du mục và những kẻ ngoài vòng pháp luật chạy trốn qua biên giới.
Người Nga, biết rằng họ không thể bảo vệ Hắc Long Giang và quan tâm nhiều hơn đến việc thiết lập thương mại, điều mà bị Hoàng đế Khang Hy đe dọa ngăn chặn cho đến khi tranh chấp biên giới được giải quyết. Golovin chấp nhận mất vùng lưu vực Hắc Long Giang để đổi lấy Ngoại Baikal và việc triều Thanh mở cửa thị trường Trung Hoa cho các thương nhân Nga. Người Nga cũng lưu tâm đến sức mạnh quân sự của Mãn Thanh, đã được chứng minh hai lần vào các năm 1685 và 1686, với hai lần tràn qua tiền đồn của Nga tại Albazin.

## Biên giới
Biên giới được thỏa thuận là sẽ nằm ở sông Argun ở phía bắc đến nơi nó hợp lưu với sông Shilka, trên Shilka đến 'sông Gorbitsa', trên Gorbitsa đến đầu nguồn của nó, sau đó dọc theo đường phân nước đông-tây qua dãy núi Stanovoy và xuống sông Uda đến biển Okhotsk.
Biên giới ở phía tây sông Argun không được xác định, vào thời điểm đó, khu vực này do người Oirat kiểm soát. Không bên nào có kiến thức thật sự chính xác về dòng chảy của sông Uda. Gorbitsa khó có thể tìm thấy trên bản đồ hiện đại. Ravenstein viết vào năm 1861, cho rằng có hai con sông Gorbitsa. Ông nghĩ rằng Gorbitsa hạ là sông Almazar hiện nay, sông này chảy vào Amur khoảng 25 dặm về phía hạ nguồn từ điểm hợp lưu Argun-Shilka và Gorbitsa thượng nay là Chernaya, sông này chảy vào Shilka khoảng 100 dặm về phía thượng nguồn từ điểm hợp lưu. Ông cho rằng Almazar gần như chắc chắn là Gorbitsa trong điều ước. Ông sau đó lặp lại nhiều lần một câu chuyện để gây tác động rằng vào khoảng năm 1710 một khu vực Tungus bị bỏ hoang ở bên phía Nga của biên giới. Ông tránh việc bị gửi trả lại bằng cách tuyên bố Gorbitza thượng là biên giới thực sự. Người Trung Quốc hài lòng với điều này và di chuyển mốc đá ranh giới.